# Ahiri
Ahiri, o Aheri, è un villaggio dell'India, sede di taluka nel distretto di Gadchiroli, nello stato federato del Maharashtra.